# Krioglobuliny
Krioglobuliny – nieprawidłowe monoklonalne lub poliklonalne przeciwciała, tworzące często kompleksy immunologiczne, które w temperaturach niższych od prawidłowej temperatury ciała ulegają spontanicznemu wytrąceniu i ponownie uzyskują rozpuszczalność po ogrzaniu.
Przy niskich stężeniach precypitacja zachodzi w temperaturze ok. 4 °C, natomiast im wyższe stężenie we krwi tym przy wyższej temperaturze może do niej dochodzić. U osób zdrowych mogą występować niewielkie ilości krioglobulin (ok. 30 mg/l), jednak objawy chorobowe występują zwykle przy stężeniach powyżej 100 mg/l. Jednak zdarza się czasem stwierdzenie stężeń kilku gramów na litr przy braku objawów.
Przy wytrącaniu dochodzi do aktywacji dopełniacza, zapalenia drobnych naczyń krwionośnych (łac. vasculitis) i niekiedy zajęcia nerek oraz objawów neurologicznych. Krążące we krwi krioglobuliny stwierdza się w przebiegu szeregu przewlekłych zakażeń, chorób limfoproliferacyjnych, w niektórych chorobach krwi i autoimmunologicznych. W mieszanej krioglobulinemii w ok. 90% przypadków stwierdza się zakażenie wirusem wirusowego zapalenia wątroby typu C.

## Historia
Występowanie krioglobulin zostało po raz pierwszy opisane w 1933 r. przez Wintrobe'a i Buella u pacjenta ze szpiczakiem mnogim z hepatosplenomegalią, zespołem Raynauda, zakrzepicą naczyń siatkówki i skazą krwotoczną. Nazwa krioglobuliny została wprowadzona w 1947 r. przez Lernera i Watsona.